# José Luis López de Lacalle
José Luis López de Lacalle (Tolosa, Guipúscoa, 1938 - Andoain, 7 de maig de 2000) fou un periodista basc. Pertanyia a una família humil, i de jove es va afiliar al PCE juntament amb el seu amic Enrique Múgica Herzog, i participà en la fundació de Comissions Obreres. Perseguit pel franquisme, va passar 5 anys en la presó de Carabanchel. Es casà amb Mari Paz Artolazábal, una de les ikastolak d'Andoain.
Va ser un dels fundadors també d'Izquierda Unida al País Basc, encara que es va anar deslligant a poc a poc, després de signar el Pacte d'Estella, acostant-se llavors al Partit Socialista d'Euskadi, en el que va anar en les seves llistes per al Senat com a independent.
Va compaginar la seva labor empresarial amb la política i periodística, escrivint a com columnista en El Mundo del País Basc, on ja va rebre cartes amenaçadores i còctels molotov a casa seva. Després de l'assassinat de Miguel Ángel Blanco va participar en la constitució del Fòrum Ermua el 1997 amb Javier Elorrieta, llavors també columnista d'El Mundo i després membre independent del Grup Socialista del Parlament Basc. Va demanar al Partit Nacionalista Basc que deixés el Pacte d'Estella. El 7 de maig de 2000 fou assassinat de dos trets, un al cap i l'altre al tórax, quan sorgia del bar Elizondo i marxava cap a casa seva. Un dels assassins se suposa que és Iñigo Guridi Lasa, pertanyent al Comando Guipuzcoa d'ETA.